# Drets del col·lectiu LGBT a Andorra

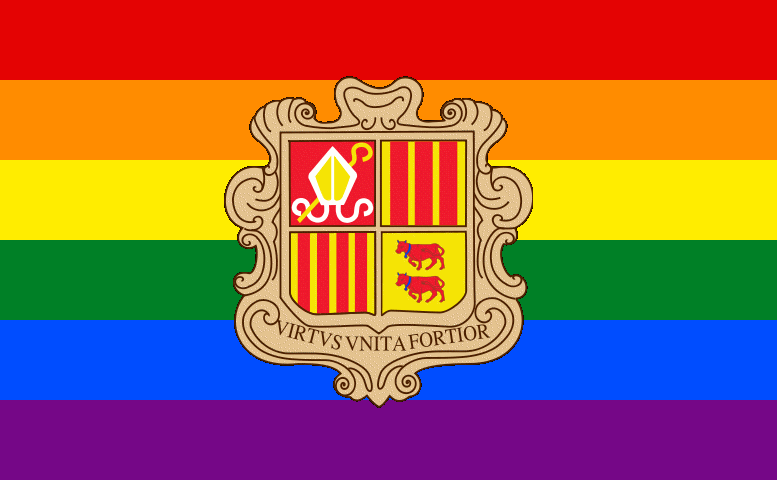
Bandera gai d'Andorra

Legalment, l'homosexualitat a Andorra està protegida, encara que les persones LGTB poden afrontar algunes dificultats legals que no experimenten les persones no LGBT. Ningú pot discriminar en l'àmbit laboral per raons d'orientació sexual, i la Constitució del 1993 protegeix tot ciutadà de qualsevol tipus de discriminació, a més d'aprovar íntegrament la Declaració Universal de Drets Humans. L'adhesió d'Andorra al Consell d'Europa va comportar també la ratificació del Conveni Europeu de Drets Humans, que també prohibeix tota mena de discriminació. Socialment, la majoria de la població accepta l'homosexualitat, tot i que en el camp polític hi ha matisos. En aquest context, es va crear una associació per la defensa dels LGBT, Som Com Som. Tot i així, actualment no hi ha cap llei explícita destinada a la protecció contra la discriminació i la violència cap aquest col·lectiu. Des del 21 de juliol de 2022 es permet el matrimoni entre persones del mateix sexe.

## Legislació

### Protecció
La llei andorrana protegeix el col·lectiu homosexual de qualsevol acte de discriminació, tant a nivell civil com laboral.
| «                                                      | Totes les persones són iguals davant la llei. Ningú no pot ésser discriminat per raó de naixement, raça, sexe, origen, religió, opinió o qualsevol altra condició personal o social. Els poders públics han de crear les condicions per tal que la igualtat i la llibertat dels individus siguin reals i efectives. | » |
| — primer i segon punt de l'article 6 de la Constitució | |   |

| «                                                    | Tant l'empresari com el treballador han d'obrar de bona fe en l'execució del contracte i evitar qualsevol abús de dret, conducta antisocial o discriminació per raó de naixement, raça, sexe, orientació sexual, origen, religió, opinió o qualsevol altra condició personal o social, així com d'afiliació, o no-afiliació, a un sindicat. | » |
| — article 4 de la Llei 35/2008 de Relacions Laborals | |   |

#### Llei antihomofòbia
Coincidint amb l'aprovació d'una Llei antihomofòbia al parlament de Catalunya l'any 2014, l'associació Som Com Som va demanar al Parlament andorrà l'aprovació d'una llei similar. En aquest sentit, demanaven que la Llei de Matrimonis homosexuals preveiés, addicionalment, altres articles en què s'hi pogués combatre la violència i discriminació envers els LGBT. Segons l'associació l'interès era garantir l'aplicació de la Constitució, ja que considerava que per molt que la carta magna prohibís la discriminació, molts cops no es garantia que allò que hi figura fos aplicat. Finalment, també demanaven al Govern que prengués part i sancionés, en cas de trobar-se davant d'un incident de caràcter homofòbic. La llei catalana és considerada com una de les més avançades arreu d'Europa, en part perquè a nivell continental no se n'ha aprovat cap d'aquestes característiques, cosa que sí que ha passat en altres països del món.

### Matrimoni homosexual
L'any 2005 el consell de ministres del Govern d'Andorra va aprovar el reglament de la Llei Qualificada de les Unions Estables, autoritzant així a parelles heterosexuals o homosexuals a unir-se com a parella de fet.
L'any 2014 es va aprovar la Llei d'Unions Civils, que regulava que les parelles homosexuals tinguessin els mateixos drets que un matrimoni canònic, però amb la denominació d'unió civil.
El 10 de març de 2020, els tres partits que formen la coalició de govern, els Demòcrates, els Liberals i Ciutadans Compromesos, van presentar el projecte de llei per a legalitzar el matrimoni entre persones del mateix sexe. El projecte de llei es va presentar al Consell General el 24 de novembre de 2020, però s'ha prorrogat més de deu vegades, sent l'últim termini el 7 d'abril de 2022. El 21 de juliol de 2022 es va aprovar el projecte de llei, que permet a les parelles del mateix sexe que es puguin casar i se'ls anomenarà unions civils, equiparant-los amb les heterosexuals. No obstant això, se'ls diferencia dels «matrimonis canònics».

### Drets reproductius i d'adopció
Amb la modificació de la llei d'Unions Civils, les parelles homosexuals poden adoptar a Andorra.

## Associacions

### Gaymz Andorra
És una associació sense ànim de lucre que lluita per la igualtat jurídica de les persones LGTB d'Andorra creada l'any 1994. El 2014, va celebrar la primera edició d'una jornada «inclusiva» dedicada a «normalitzar i donar visibilitat a la realitat del col·lectiu de lesbianes, gais, transsexuals i bisexuals».

### Associació Som Com Som
El 6 de setembre del 2002 la comunitat LGBT (Lesbianes, Gais, Bisexuals i Transexuals) d'Andorra va visibilitzar-se públicament per primera vegada al realitzar un comunicat de protesta contra la prohibició als homosexuals a donar sang. El 23 de juny del 2003, l'associació Som Com Som va organitzar la primera manifestació de l'orgull gai al Principat d'Andorra, que va tenir lloc a la plaça principal d'Andorra la Vella. L'associació també és responsable de campanyes a favor dels drets LGBT a Andorra, així com campanyes informatives sobre la sida a la Fira d'Andorra la Vella. La creació de Som Com Som també va provocar que algunes figures públiques es manifestessin com a homosexuals.
En 2011 l'associació es va donar la baixa, però dos anys després es va tornar a activar amb el lideratge de Carles Perea fins a 2018, que es va dissoldre.
Arran de la proposta del PS d'aprovar els matrimonis homosexuals, es va crear una altra junta directiva de l'associació, presidida per Perea.

### Verds d'Andorra
Després de la desaparició de Som Com Som, i abans de la nova direcció de la junta, el col·lectiu LGBT es va anar aplegant al partit Verds d'Andorra. S'hi va crear la GLBT, que treballa per al col·lectiu. Poc després el partit Socialdemòcrata també va transformar-se en un altre partit aglutinador.

## Unió Homosexual

### El primer casament gai a Andorra
Tot i que encara no s'havia aprovat el matrimoni homosexual, i quan el Partit Socialdemòcrata acabava de proposar-ne una llei que ho regulés, l'ambaixada francesa d'Andorra va casar en territori de la mateixa ambaixada un matrimoni de dos nois, convertint-se en la primera parella homosexual que es casava al país.

### Proposició de Llei per a la legalització del matrimoni homosexual
La legislatura d'Antoni Martí i Petit va estar marcada, a nivell mediàtic, per la proposició de Llei del PS que pretenia legalitzar els matrimonis homosexuals a Andorra. La proposició es produïa en un moment de gran tensió pel que fa als drets dels homosexuals a Europa, ja que a Rússia, el president Vladímir Putin havia iniciat un procés per a prohibir el que va anomenar "propaganda homosexual". El gir de Putin va tenir ressò a tot el món. Paral·lelament, a França, el partit socialista francès, liderat pel copríncep François Hollande, va proposar per segona vegada la Llei que legalitzava el matrimoni homosexual al país. Gràcies a la majoria absoluta que van aconseguir els socialistes francesos es va poder aprovar definitivament la llei. No obstant, van organitzar-se diverses manifestacions per tot el país contràries a l'aprovació de la nova Llei, mentre que les enquestes publicades als principals diaris francesos mostraven com el percentatge de gent favorable al "matrimoni per tots" (eslògan emprat pels defensors de la llei), que sis anys enrere només feia que créixer, ara baixava. En aquest context van començar a sortir al carrer els defensors de "la manifestació per tots" (l'eslògan dels contraris a la Llei, que pretenia evidenciar la manca de possibilitats per expressar-se). El debat entre favorables i contraris a la nova llei va ser molt violent, mentre que el suport a la llei per part de sectors suposadament més favorables, com ara l'artístic, va ser molt feble. Els contraris van tenir un altaveu força important gràcies als mitjans de comunicació, en part gràcies al fet que el partit racista del Front Nacional guanyava pes entre l'electorat, arribant a màxims històrics d'un 30%. Mentrestant, a Espanya, el Partit Popular de Mariano Rajoy recorria la Llei de matrimonis homosexuals al Tribunal Constitucional.
Amb aquest context internacional, a Andorra la llei va topar amb un parlament contrari i un bisbe molt bel·ligerant. En un acte realitzat durant el dia de Meritxell (diada nacional andorrana), el bisbe va arribar a dir que "Déu està per sobre de lleis i parlaments". Demòcrates per Andorra es va escudar en la negativa a signar la llei per part del copríncep per no aprovar la Llei del matrimoni homosexual i de l'avortament. Segons la seva opinió, el país tindria un greu problema si el copríncep cessava el seu càrrec degut a aquesta llei. Tot i així, a causa dels canvis establerts a la Constitució andorrana de 1993, només feia falta la firma d'un dels dos coprínceps per aprovar la Llei.
Les declaracions del bisbe van ser mal rebudes per part de diversos sectors de la societat, principalment per la seva afirmació que ell, en tant que representant de Déu, estava per sobre de lleis i del parlament. Fins i tot Demòcrates per Andorra va mostrar-se contrari a les seves afirmacions, tot i que foren el partit Socialdemocràcia i Progrés de Jaume Bartumeu i el Partit Socialdemòcrata els més contundents. Jaume Bartomeu va arribar a demanar que es canviés la Constitució i s'instaurés una república. LdA, per la seva banda, van seguir la mateixa línia que DA. De fet, el partit ja s'havia mostrar contrari a la llei durant la legislatura anterior, moment en què va negar als homosexuals el dret a donar sang. D'aquesta mesura se n'havien fet ressò tant a Catalunya com a la resta d'Espanya. Ara, l'excap de Govern i Liberal, Òscar Reig, advertia dels perills que comportava la Llei del matrimoni homosexual i de l'avortament; segons Reig, s'havia de renunciar a certs desitjos per garantir la continuïtat del sistema. Paral·lelament, la premsa va publicar unes declaracions de la CASS en què es deia que el matrimoni homosexual era contrari a l'ordre públic. Finalment, el cap de Govern Antoni Martí va acomiadar al director de Ràdio i Televisió d'Andorra per haver criticat el seu govern, afirmant que aquest tenia "al·lèrgia a la democràcia", a més d'expressar que "li falta maduresa, sobretot quan s'ha de parlar de temes com el matrimoni homosexual o l'avortament".
Demòcrates per Andorra va proposar la Llei d'Unions Civils per tal de desbloquejar la situació, però tant l'oposició com la recentment creada Gaymz Andorra (una associació LGBT) criticaven la proposta, que consideraven que era un altre tipus de discriminació anomenar de manera diferent un mateix concepte. La Llei d'Unions Civils permetia a tota persona casar-se, incloent els mateixos drets i obligacions d'un matrimoni clàssic. El bisbe es va mostrar favorable a la solució presentada per Demòcrates per Andorra, però la població s'hi va mostrar contrària: segons una enquesta publicada per l'Institut d'Estudis Andorrans un 70% dels andorrans era favorable a l'aprovació del matrimoni homosexual, mentre que el resultat favorable entre els residents sense nacionalitat estava en el 60%. Paral·lelament, un grup d'advocats andorrans va decidir iniciar una campanya de recollida de signatures per pressionar al partit i, així, aprovar la Llei de matrimonis homosexuals. Tot i així, Demòcrates per Andorra va rebutjar la proposta del Partit Socialdemòcrata, votant en contra al parlament. L'obligació de votar per disciplina de grup, tot i que la seva existència no va ser reconeguda, va provocar que alguns dels diputats de la formació no es presentessin el dia de la votació. Jaume Bartumeu, per la seva banda, va aprofitar la visita del copríncep François Hollande a Andorra per fer-li part de la situació. Com a copríncep, Hollande va exposar que el poble era sobirà i que, per tant, era el poble qui havia de decidir com s'havia de fer política. Gaymz Andorra va reaccionar negativament, expressant a la premsa que esperaria a veure si es produïa un canvi de partits a les properes eleccions. Si no fos el cas, deia està disposat a portar la qüestió als tribunals. De fet, Gaymz Andorra va participar en la visita al Papa de Roma que realitzen periòdicament els governs andorrans des de la signatura del Concordat amb la Santa Seu. El motiu principal fou que havia estat aquesta institució la que havia amenaçat al bisbe i copríncep amb la destitució si s'aprovava aquesta llei. Finalment, aprofitant que el Parlament català havia aprovat la històrica Llei antihomofòbia (històrica perquè fou el primer parlament europeu en fer-ho), Som Com Som va decidir reclamar una llei de la mateixa mena, però el Parlament no va respondre a la demanda.

## Incidents

### Altres
S'han donat casos de discriminació, com l'escàndol de Dona Sang en què es rebutjava la donació de sang a un homosexual pel fet de ser-ho, o la rebaixa d'una pena de presó perquè l'assassinat era el d'un noi homosexual.